# 喜連川氏
喜連川氏（日语：／ Kitsuregawashi */?）是一個日本姓氏（苗字），是室町幕府時代足利氏古河公方（原鎌倉公方）的後裔。在江戶時代，喜連川氏領有5000石的領地，最初家格是交代寄合。18世紀初期，喜連川氏先是成為表高家，之後又獲得抬升，享受和十萬石大名同等的地位。喜連川氏在明治時代仍然存續，曾在1884年獲封子爵。明治時代，喜連川氏一族開始重新使用足利作為姓氏，後人直到現代仍未斷絕。

## 歷史
喜連川氏是室町幕府時代足利氏古河公方的後裔，但隨世局的變化，古河公方逐漸衰落。在1583年，末代古河公方足利義氏死去，因無繼承人存在，古河公方自然斷絕。豐臣秀吉滅亡後北條氏後，安排足利義氏之女氏姬與出身小弓公方的足利国朝成婚，並賜予足利国朝下野國喜連川3500石的領地。關於秀吉的這一做法，目前存在兩種說法。一種說法是秀吉基於足利氏是名門的考量，藉此讓足利氏得以存續。另一種說法是，這是對轉封關東的德川家康進行政治牽制的手段。1592年，足利国朝去世，氏姬與足利国朝之弟賴氏再婚，家族的苗字也改為「喜連川」。關原之戰後，喜連川氏獲德川家康加封的1000石土地，領地擴大到4500石，家格是交代寄合，待遇與「四眾」相同。18世紀初期，喜連川氏先是成為表高家，後又獲得擡升，獲准享受和十萬石大名同等的地位。
在江戶時代，喜連川氏具有相對特殊的地位。比如，喜連川氏的住所獲准稱為「御所」；雖然沒有實際擔任官位，但喜連川氏獲准使用鎌倉公方過去常擔任的左馬頭或左兵衛督自稱；喜連川氏不需要參加参勤交代。阿部能久提出，德川幕府對喜連川氏的特殊優待有政治上的考量。喜連川氏對關東地區有一定影響力，優待喜連川氏能起到安定關東地區的作用。
喜連川氏直到明治時代仍存續。進入明治時代後，喜連川氏開始重新使用「足利」作為苗字。1884年，喜連川氏後人獲封子爵。使用足利作苗字的喜連川氏後人直到現代仍未斷絕。
1696年，喜連川藩的重臣二階堂貞政曾主編《喜連川判鑑》一書。

## 歷代小弓公方及喜連川藩藩主

### 歷代小弓公方
- 足利義明
- 足利賴純

（子足利国朝娶足利氏姬為正室）

### 歷代喜連川藩藩主
初代·喜連川賴氏1593-1630

（足利國朝之弟、足利氏姬再婚之夫）

二代·喜連川尊信1630-1648

三代·喜連川昭氏1648-1713

四代·喜連川氏春1714-1721

五代·喜連川茂氏1721-1757

六代·喜連川氏連1757-1762

七代·喜連川恵氏1762-1789

八代·喜連川彭氏1789-1830

九代·喜連川煕氏1830-1861

十代·喜連川宜氏1861-1862

十一代·喜連川縄氏1862-1869

末代·足利聡氏1869-1870

（恢復足利姓氏）

### 歷代足利子爵家當主
初代·足利於菟丸1884-1935

末代·足利惇氏1935-1947

### 戰後喜連川足利家當主
初代·足利惇氏1947-1983

二代·足利浩平1983-迄今